# Lebia bumeliae
Lebia bumeliae är en skalbaggsart som beskrevs av Schaeffer. Lebia bumeliae ingår i släktet Lebia och familjen jordlöpare. Inga underarter finns listade i Catalogue of Life.